# گیشگان بالا
گیشیگان بالا، روستایی از توابع بخش راین، شهرستان کرمان است که در استان کرمان  قرار دارد.

## جمعیت
این روستا در دهستان گروه قرار داشته و براساس آخرین سرشماری مرکز آمار ایران که در سال ۱۳۸۵ صورت گرفته، جمعیت آن ۵۰نفر (۱۸خانوار) بوده‌است.